# Toronia
Toronia es un género monotípico de arbusto perteneciente a la familia de las proteáceas. Su única especie: Toronia toru, es un endemismo de Nueva Zelanda, donde se encuentra en la mitad norte de la Isla del Norte y es uno de los dos únicos miembros de la familia de la protea que se encuentran en Nueva Zelanda.
Toronia toru alcanza un tamaño de 7 - 11 metros y tiene las hojas largas y delgadas de color verde..

## Taxonomía
Toronia toru fue descrito por (A.Cunn.) L.A.S.Johnson & B.G.Briggs y publicado en Botanical Journal of the Linnean Society 70(2): 174–175. 1975.
Sinonimia
- Persoonia toru A. Cunn. basónimo[3]